# Viêm dạ dày
Viêm dạ dày (gastritis) là tình trạng viêm niêm mạc dạ dày một bệnh lý thuộc sức khỏe tiêu hóa. Viêm dạ dày có thể xảy ra dưới dạng bệnh cấp tính (viêm dạ dày cấp) hoặc có thể là bệnh mạn tính (viêm dạ dày mạn).
- Viêm dạ dày cấp: tổn thương niêm mạc dạ dày cấp tính với hình ảnh mô bệnh học có sự xâm nhập nhiều bạch cầu đa nhân trung tính
- Viêm dạ dày mạn: tổn thương niêm mạc dạ dày tiến triển âm thầm hình ảnh mô bệnh học có sự xâm nhập nhiều bạch cầu đơn nhân, tương bào.

Viêm dạ dày được cho là ảnh hưởng đến khoảng một nửa số người trên toàn thế giới. Trong năm 2013, có khoảng 90 triệu trường hợp mới của tình trạng này. Khi mọi người già đi, bệnh trở nên phổ biến hơn. Nó, cùng với một tình trạng tương tự ở phần đầu tiên của ruột được gọi là viêm tá tràng, dẫn đến 50.000 ca tử vong trong năm 2015. H. pylori được Barry Marshall và Robin Warren phát hiện lần đầu tiên vào năm 1981.

## Triệu chứng
Viêm dạ dày có thể không có triệu chứng, nhưng khi có triệu chứng, phổ biến nhất là đau bụng trên, đau bụng vùng thượng vị. Các triệu chứng khác có thể bao gồm buồn nôn và nôn, đầy hơi, chán ăn và ợ nóng.  Trường hợp nặng hơn có thể nôn ra máu, đi tiêu phân đen.

## Biến chứng
Các biến chứng có thể bao gồm chảy máu, loét dạ dày và u dạ dày. Khi do các vấn đề tự miễn, các tế bào hồng cầu thấp do không đủ vitamin B12 có thể xảy ra, một tình trạng được gọi là thiếu máu ác tính.

## Nguyên nhân
Nguyên nhân phổ biến bao gồm nhiễm vi khuẩn Helicobacter pylori và sử dụng thuốc chống viêm không steroid (NSAID).
Các nguyên nhân ít phổ biến hơn bao gồm rượu, hút thuốc, cocaine, bệnh nặng, các vấn đề tự miễn, xạ trị và bệnh Crohn.

## Chẩn đoán
Chẩn đoán lâm sàng dựa vào triệu chứng bệnh
Chẩn đoán cận lâm sàng:
- Nội soi dạ dày là phương pháp chẩn đoán tốt nhất, giúp phân biệt với các bệnh dạ dày khác đặc biệt là ung thư dạ dày
- Xét nghiệm máu và xét nghiệm phân có thể giúp chẩn đoán tìm nguyên nhân ký sinh trùng, vi khuẩn.[1]
- Trường hợp nghi ngờ ung thư, tiền ung thư sẽ lấy mô bệnh học mẫu sinh thiết [9]

## Điều trị
Mục tiêu điều trị: giảm triệu chứng bệnh, bảo vệ và kích thích tái tạo niêm mạc dạ dày đồng thời điều trị nguyên nhân gây bệnh
Điều trị bao gồm các loại thuốc như thuốc kháng axit, thuốc chẹn H2 hoặc thuốc ức chế bơm proton. Trong một cuộc tấn công cấp tính uống capocaine nhớt có thể giúp đỡ. Nếu viêm dạ dày là do NSAID, những điều này có thể được dừng lại.
Nếu có H. pylori, có thể được điều trị bằng phối hợp kháng sinh như amoxicillin và clarithromycin.
Đối với những người bị thiếu máu ác tính, nên bổ sung vitamin B12 bằng đường uống hoặc tiêm. Mọi người thường được khuyên nên tránh những thực phẩm làm họ khó chịu.

## Phòng ngừa
- Không lạm dụng hoặc hạn chế rượu bia
- Luôn sử dụng thuốc giảm đau NSAID theo chỉ định của bác sĩ. Không được tự ý sử dụng các loại thuốc này.
- Hạn chế các thức ăn quá cay nóng
- Chú ý vệ sinh trong ăn uống
- Trường hợp có H. pylori cần điều trị H. pylori [12]